# Sportclub Brühl Sankt Gallen 2011-2012
Questa voce raccoglie le informazioni riguardanti il Sportclub Brühl Sankt Gallen nelle competizioni ufficiali della stagione 2011-2012.

## Stagione
Nella stagione 2011-2012 il Brühl, allenato da Erik Regtop, concluse il campionato di Challenge League al 16º posto e fu retrocesso in Prima Lega Promotion. In Coppa Svizzera il Brühl fu eliminato al secondo turno dal Winterthur.

## Rosa
| N. |                        | Ruolo | Calciatore              |
| -- | ---------------------- | ----- | ----------------------- |
| 1  | Svizzera (bandiera)    | P     | Arif Celebi             |
| 2  | Svizzera (bandiera)    | D     | Alexandre de Freitas    |
| 4  | Svizzera (bandiera)    | A     | Michael Hürlimann       |
| 6  | Svizzera (bandiera)    | C     | Christian Böhi          |
| 7  | Svizzera (bandiera)    | C     | Fabian Steuri           |
| 8  | Albania (bandiera)     | D     | Denis Simani            |
| 10 | Svizzera (bandiera)    | C     | Francesco Clemente      |
| 11 | Svizzera (bandiera)    | C     | Florian Eberle          |
| 12 | Svizzera (bandiera)    | D     | Thomas Inauen           |
| 14 | Paesi Bassi (bandiera) | D     | Sebastien van der Werff |
| 15 | Svizzera (bandiera)    | D     | Vincenc Lazraj          |
| 16 | Svizzera (bandiera)    | C     | Florian Steiger         |

| N. |                       | Ruolo | Calciatore      |
| -- | --------------------- | ----- | --------------- |
| 17 | Svizzera (bandiera)   | D     | Marc Zellweger  |
| 18 | Svizzera (bandiera)   | A     | Valdet Istrefi  |
| 19 | Serbia (bandiera)     | C     | Begat Bushati   |
| 20 | Svizzera (bandiera)   | A     | Silvan Eggmann  |
| 21 | Svizzera (bandiera)   | A     | Alban Morina    |
| 22 | Svizzera (bandiera)   | C     | Michael Keller  |
| 24 | Svizzera (bandiera)   | C     | Damián Bellón   |
| 26 | Svizzera (bandiera)   | D     | Philip Züger    |
| 27 | Montenegro (bandiera) | A     | Samel Šabanović |
| 30 | Svizzera (bandiera)   | P     | Raphael Spiegel |
| 33 | Svizzera (bandiera)   | C     | Manuel Enzler   |

## Organigramma societario
Area tecnica
- Allenatore: Erik Regtop
- Allenatore in seconda: Roger Jäger
- Preparatore dei portieri: Mauro Palazzesi
- Preparatori atletici:

## Calciomercato

### Sessione estiva
| Acquisti | Acquisti           | Acquisti      | Acquisti |
| R.       | Nome               | da            | Modalità |
| -------- | ------------------ | ------------- | -------- |
| P        | Raphael Spiegel    | Wil           |          |
| C        | Damián Bellón      | Vaduz         |          |
| C        | Francesco Clemente | Eschen/Mauren |          |
| C        | Florian Eberle     | San Gallo II  |          |
| A        | Silvan Eggmann     | Gossau        |          |
| C        | Thomas Knöpfel     | Sciaffusa     |          |
| D        | Denis Simani       | Grasshoppers  |          |

| Cessioni | Cessioni       | Cessioni | Cessioni |
| R.       | Nome           | a        | Modalità |
| -------- | -------------- | -------- | -------- |
| C        | Lulzim Mehmeti | Gossau   |          |

### Sessione invernale
| Acquisti | Acquisti | Acquisti | Acquisti |
| R.       | Nome     | da       | Modalità |
| -------- | -------- | -------- | -------- |

| Cessioni | Cessioni          | Cessioni   | Cessioni |
| R.       | Nome              | a          | Modalità |
| -------- | ----------------- | ---------- | -------- |
| D        | Adrian Inauen     | Winkeln    |          |
| C        | Thomas Knöpfel    | Gossau     |          |
| D        | Quốc Trung Nguyễn | Lucerna II |          |

## Risultati

### Challenge League

#### Andata
| Arbitro: | San |

|                            |           |                       |
| Silva 31’, 81’ Chatton 67’ | Marcatori | 35’ (rig.) de Freitas |

| Arbitro: | Huwiler |

|                |           |              |
| de Freitas 55’ | Marcatori | 4’ Čavušević |

| Arbitro: | Gut |

|             |           |                       |
| Eggmann 20’ | Marcatori | 3’ Valente 67’ Garcia |

| Arbitro: | Jancevski |

|                            |           |  |
| Gaspar 25’, 27’ Gaćeša 85’ | Marcatori |  |

| Arbitro: | Amhof |

|            |           |                                       |
| Simani 85’ | Marcatori | 20’, 81’ Sermeter 50’, 57’ Ciarrocchi |

| Arbitro: | Schärer |

|                                                                 |           |            |
| Tadić 1’, 19’, 90’ Pacar 9’, 24’ Foschini 63’ (rig.) Shalaj 70’ | Marcatori | 85’ Eberle |

| Arbitro: | Amhof |

|            |           |                                        |
| Morina 81’ | Marcatori | 16’ Etoundi 20’ Muntwiler 63’ Scarione |

| Arbitro: | Bieri |

|                               |           |                              |
| Andreu 28’ (rig.) Carrupt 86’ | Marcatori | 36’ Bellón 90’ van der Werff |

| Arbitro: | Fähndrich |

|                              |           |                                  |
| Jehle 33’ (aut.) Knöpfel 49’ | Marcatori | 28’ Baron 39’ Hasler 45’ Trípodi |

| Arbitro: | Gut |

|             |           |  |
| Stojkov 49’ | Marcatori |  |

| Arbitro: | San |

|  |           |                                                |
|  | Marcatori | 50’, 63’ Lüscher 53’, 82’ Sprunger 86’ Katanha |

| Arbitro: | Amhof |

|                         |           |               |
| Sadiku 9’ Caballero 78’ | Marcatori | 69’ Šabanović |

| Arbitro: | Pache |

|                       |           |                                                    |
| de Freitas 35’ (rig.) | Marcatori | 45’ Sheholli 64’ Challandes 77’ Safari 82’ Morello |

| Arbitro: | Schärer |

|                                |           |  |
| Chappuis 44’ Bouziane 51’, 84’ | Marcatori |  |

| Arbitro: | Gut |

|                                        |           |                        |
| Eggmann 37’ Hürlimann 80’ Clemente 89’ | Marcatori | 27’ Mancino 88’ Romero |

#### Ritorno
| Arbitro: | Fähndrich |

|                           |           |               |
| Bengondo 26’ Sereinig 75’ | Marcatori | 33’ Šabanović |

| Arbitro: | Winter |

|                                        |           |               |
| Etoundi 12’ Abegglen 45’ Muntwiler 87’ | Marcatori | 82’ Hürlimann |

| Arbitro: | Fähndrich |

|  |           |                                                                        |
|  | Marcatori | 58’ Chappuis 69’, 72’ (rig.) Hassell 78’ Milosevic 86’ Sadiku 90’ Rapp |

| Arbitro: | Erlachner |

|                               |           |                                      |
| Bellón 56’, 80’ Šabanović 60’ | Marcatori | 5’ Thrier 18’, 62’ Afonso 90’ Senger |

| Arbitro: | Fähndrich |

|           |           |  |
| Bader 22’ | Marcatori |  |

| Arbitro: | Amhof |

|  |           |                            |
|  | Marcatori | 59’ Gherardi 90’ Rapisarda |

| Arbitro: | Gut |

|            |           |               |
| Gaspar 12’ | Marcatori | 13’ Šabanović |

| Arbitro: | Amhof |

|                            |           |  |
| Sallaj 50’ Safari 63’, 82’ | Marcatori |  |

| Arbitro: | Winter |

|                             |           |           |
| Šabanović 2’ Bellón 4’, 90’ | Marcatori | 47’ Gétaz |

| Arbitro: | Klossner |

|  |           |                                  |
|  | Marcatori | 16’ Marazzi 36’ Widmer 90’ Gashi |

| Arbitro: | Pache |

|                                       |           |             |
| Magnetti 32’ Marchesano 54’ Yakın 65’ | Marcatori | 73’ Steiger |

| Arbitro: | Pache |

|                                  |           |  |
| Steiger 49’ (rig.) Šabanović 86’ | Marcatori |  |

| Arbitro: | Wermelinger |

|                                   |           |  |
| Jahović 30’, 52’ (rig.) Schär 64’ | Marcatori |  |

| Arbitro: | Bieri |

|  |           |                           |
|  | Marcatori | 20’ Eggmann 75’ Šabanović |

| Arbitro: | Schnyder |

|               |           |               |
| Šabanović 69’ | Marcatori | 36’ Rodriguez |

### Coppa Svizzera
| 17 settembre 2011, ore 14:30 CEST Primo turno | Terre Sainte | 2 – 5 | Brühl |  |

| 15 ottobre 2011, ore 18:00 CEST Secondo turno | Winterthur | 2 – 0 | Brühl |  |

## Statistiche

### Statistiche di squadra
| Competizione     | Punti | In casa | In casa | In casa | In casa | In casa | In casa | In trasferta | In trasferta | In trasferta | In trasferta | In trasferta | In trasferta | Totale | Totale | Totale | Totale | Totale | Totale | DR  |
| Competizione     | Punti | G       | V       | N       | P       | Gf      | Gs      | G            | V            | N            | P            | Gf           | Gs           | G      | V      | N      | P      | Gf     | Gs     | DR  |
| ---------------- | ----- | ------- | ------- | ------- | ------- | ------- | ------- | ------------ | ------------ | ------------ | ------------ | ------------ | ------------ | ------ | ------ | ------ | ------ | ------ | ------ | --- |
| Challenge League | 16    | 15      | 3       | 2       | 10      | 19      | 41      | 15           | 1            | 2            | 12           | 11           | 37           | 30     | 4      | 4      | 22     | 30     | 78     | -48 |
| Coppa Svizzera   | -     | 0       | 0       | 0       | 0       | 0       | 0       | 2            | 1            | 0            | 1            | 5            | 4            | 2      | 1      | 0      | 1      | 5      | 4      | +1  |
| Totale           | 16    | 15      | 3       | 2       | 10      | 19      | 41      | 17           | 2            | 2            | 13           | 16           | 41           | 32     | 5      | 4      | 23     | 35     | 82     | -47 |

### Andamento in campionato
| Giornata  | 1  | 2  | 3  | 4  | 5  | 6  | 7  | 8  | 9  | 10 | 11 | 12 | 13 | 14 | 15 | 16 | 17 | 18 | 19 | 20 | 21 | 22 | 23 | 24 | 25 | 26 | 27 | 28 | 29 | 30 |
| --------- | -- | -- | -- | -- | -- | -- | -- | -- | -- | -- | -- | -- | -- | -- | -- | -- | -- | -- | -- | -- | -- | -- | -- | -- | -- | -- | -- | -- | -- | -- |
| Luogo     | T  | C  | C  | T  | C  | T  | C  | T  | C  | T  | C  | T  | C  | T  | C  | T  | T  | C  | C  | T  | C  | T  | T  | C  | C  | T  | C  | T  | T  | C  |
| Risultato | P  | N  | P  | P  | P  | P  | P  | N  | P  | P  | P  | P  | P  | P  | V  | P  | P  | P  | P  | P  | P  | N  | P  | V  | P  | P  | V  | P  | V  | N  |
| Posizione | 15 | 13 | 15 | 15 | 16 | 16 | 16 | 16 | 16 | 16 | 16 | 16 | 16 | 16 | 16 | 16 | 16 | 16 | 16 | 16 | 16 | 16 | 16 | 16 | 16 | 16 | 16 | 16 | 16 | 16 |

Legenda:

Luogo: C = Casa; T = Trasferta. Risultato: V = Vittoria; N = Pareggio; P = Sconfitta.

### Statistiche dei giocatori
| D. Bellón        | 22 | 5 | 2 | 0 |
| B. Bushati       | 25 | 0 | 6 | 1 |
| C. Böhi          | 29 | 0 | 5 | 0 |
| A. Celebi        | 6  | 0 | 0 | 0 |
| F. Clemente      | 15 | 1 | 2 | 0 |
| F. Eberle        | 9  | 1 | 0 | 0 |
| S. Eggmann       | 25 | 3 | 0 | 0 |
| M. Enzler        | 1  | 0 | 0 | 0 |
| D. Geisser       | 8  | 0 | 0 | 0 |
| M. Hürlimann     | 17 | 2 | 1 | 0 |
| T. Inauen        | 20 | 0 | 3 | 0 |
| V. Istrefi       | 19 | 0 | 2 | 0 |
| M. Keller        | 20 | 0 | 3 | 0 |
| T. Knöpfel       | 10 | 1 | 3 | 0 |
| V. Lazraj        | 0  | 0 | 0 | 0 |
| L. Mehmeti       | 3  | 0 | 0 | 0 |
| A. Morina        | 16 | 1 | 3 | 0 |
| Q. Nguyễn        | 6  | 0 | 0 | 0 |
| D. Simani        | 21 | 1 | 7 | 0 |
| R. Spiegel       | 17 | 0 | 1 | 0 |
| F. Steiger       | 18 | 2 | 4 | 0 |
| F. Steuri        | 11 | 0 | 3 | 0 |
| M. Zellweger     | 20 | 0 | 5 | 1 |
| P. Züger         | 17 | 0 | 1 | 1 |
| A. de Freitas    | 21 | 3 | 9 | 1 |
| S. van der Werff | 21 | 1 | 7 | 0 |
| S. Šabanović     | 19 | 8 | 1 | 1 |